# Женска фудбалска репрезентација Никарагве
Женска фудбалска репрезентација Никарагве (шп. Selección femenina de fútbol de Nicaragua, је женски фудбалски тим који представља Никарагву на међународним такмичењима и такмичи се у Конфедерацији фудбалског савеза Северне, Централне Америке и Кариба (Конкакаф). Због чланства имају право да се квалификују за Конкакаф женско првенство или златни куп Конкакафа за жене. И поред редовног учешћа на квалификационим турнирима од 2000. године, женска репрезентација никада није прешла даље од квалификација.

### Централноамеричке и Карипске игре
| Централноамеричке и Карипске игре резултати | Централноамеричке и Карипске игре резултати | Централноамеричке и Карипске игре резултати | Централноамеричке и Карипске игре резултати | Централноамеричке и Карипске игре резултати | Централноамеричке и Карипске игре резултати | Централноамеричке и Карипске игре резултати | Централноамеричке и Карипске игре резултати |             |
| Година                                      | Резултат                                    | Ута                                         | Поб                                         | Нер*                                        | изг                                         | ГД                                          | ГП                                          |             |
| ------------------------------------------- | ------------------------------------------- | ------------------------------------------- | ------------------------------------------- | ------------------------------------------- | ------------------------------------------- | ------------------------------------------- | ------------------------------------------- | ----------- |
| Централноамеричке и Карипске игре 2010.     | Шесто место                                 | 5                                           | 0                                           | 1                                           | 4                                           | 3                                           | 13                                          |             |
| 2014.                                       | Групна фаза                                 | 3                                           | 1                                           | 0                                           | 2                                           | 1                                           | 6                                           |             |
| 2018.                                       | Групна фаза                                 | 3                                           | 1                                           | 1                                           | 1                                           | 5                                           | 6                                           |             |
| 2022.                                       | Није играно                                 | Није играно                                 | Није играно                                 | Није играно                                 | Није играно                                 | Није играно                                 | Није играно                                 | Није играно |
| Укупно                                      | Групна фаза                                 | 11                                          | 2                                           | 2                                           | 7                                           | 9                                           | 25                                          |             |

*Означава нерешене утакмице укључујући нокаут мечеве одлучене извођењем једанаестераца.

### Централноамеричке игре
| Централноамеричке игре резултати | Централноамеричке игре резултати | Централноамеричке игре резултати | Централноамеричке игре резултати | Централноамеричке игре резултати | Централноамеричке игре резултати | Централноамеричке игре резултати | Централноамеричке игре резултати |             |
| Година                           | Рез                              | Ута                              | Поб                              | Нер*                             | Изг                              | ГД                               | ДП                               |             |
| -------------------------------- | -------------------------------- | -------------------------------- | -------------------------------- | -------------------------------- | -------------------------------- | -------------------------------- | -------------------------------- | ----------- |
| 2001.                            | Групна фаза                      | 2                                | 0                                | 0                                | 2                                | 1                                | 10                               |             |
| 2013.                            | Сребрна медаља                   | 5                                | 3                                | 0                                | 2                                | 7                                | 10                               |             |
| 2017.                            | Сребрна медаља                   | 5                                | 2                                | 2                                | 1                                | 7                                | 7                                |             |
| 2022.                            | Није играно                      | Није играно                      | Није играно                      | Није играно                      | Није играно                      | Није играно                      | Није играно                      | Није играно |
| Укупно                           | Сребрна медаља                   | 12                               | 5                                | 2                                | 5                                | 15                               | 27                               |             |

*Означава нерешене утакмице укључујући нокаут мечеве одлучене извођењем једанаестераца.